# Djebel Ressas
Le djebel Ressas (arabe : جبل الرصاص), aussi orthographié djebel Reças (littéralement « montagne de plomb ») est une montagne du nord de la Tunisie.
Cet affleurement de calcaire de la période jurassique est situé au sud-est de Tunis. Si le profil familier du djebel Boukornine peut paraître plus élevé vu depuis Tunis, le djebel Ressas reste, avec 795 mètres, le plus haut des deux sommets.

## Géologie
Les origines géologiques du djebel Ressas et des sommets voisins remontent à plus de 100 millions d'années. La région environnante est alors une vaste zone marécageuse tropicale pleine de vie : un grand dinosaure carnivore, le Spinosaurus aegyptiacus, chasse à proximité de ce qui est actuellement le désert du Sahara, dans le sud de la Tunisie. Dans le même temps, plus au nord, de minuscules animaux préhistoriques, connus sous le nom de radiolaires, demeurent dans une mer qui est plus tard devenue la mer Méditerranée. Couvrant une grande partie de ce que nous appelons de nos jours le Maghreb, des masses de ces micro-organismes à coquille habitent ce milieu marin exotique, déposant leurs minuscules carcasses sur le fond après leur mort. D'innombrables couches de leurs restes organiques ont été compactées et cimentées à travers le temps, formant la base de l'ancien fond marin puis le calcaire pour la future chaîne de montagne.
Au fil des éons, les forces tectoniques ont comprimé latéralement les régions méridionales de ce sous-sol sédimentaire, poussant les fonds marins vers le haut, le long des failles déformées et déplaçant vers la mer vers le nord, sur son littoral actuel. Les montagnes de l'Atlas se sont peu à peu formées à travers l'Afrique du Nord, avec le djebel Ressas à la pointe nord de la chaîne.

## Histoire humaine
Les premières références dans la littérature indiquent que la campagne à proximité du djebel Ressas a peut-être été l'emplacement d'un engagement militaire célèbre, remporté de façon décisive par Carthage contre des mercenaires rebelles et d'autres ennemis locaux, au IIIe siècle av. J.-C. Connu sous le nom de bataille du défilé de la Scie, l'événement revêt une importance historique en raison des 40 000 insurgés impliqués.

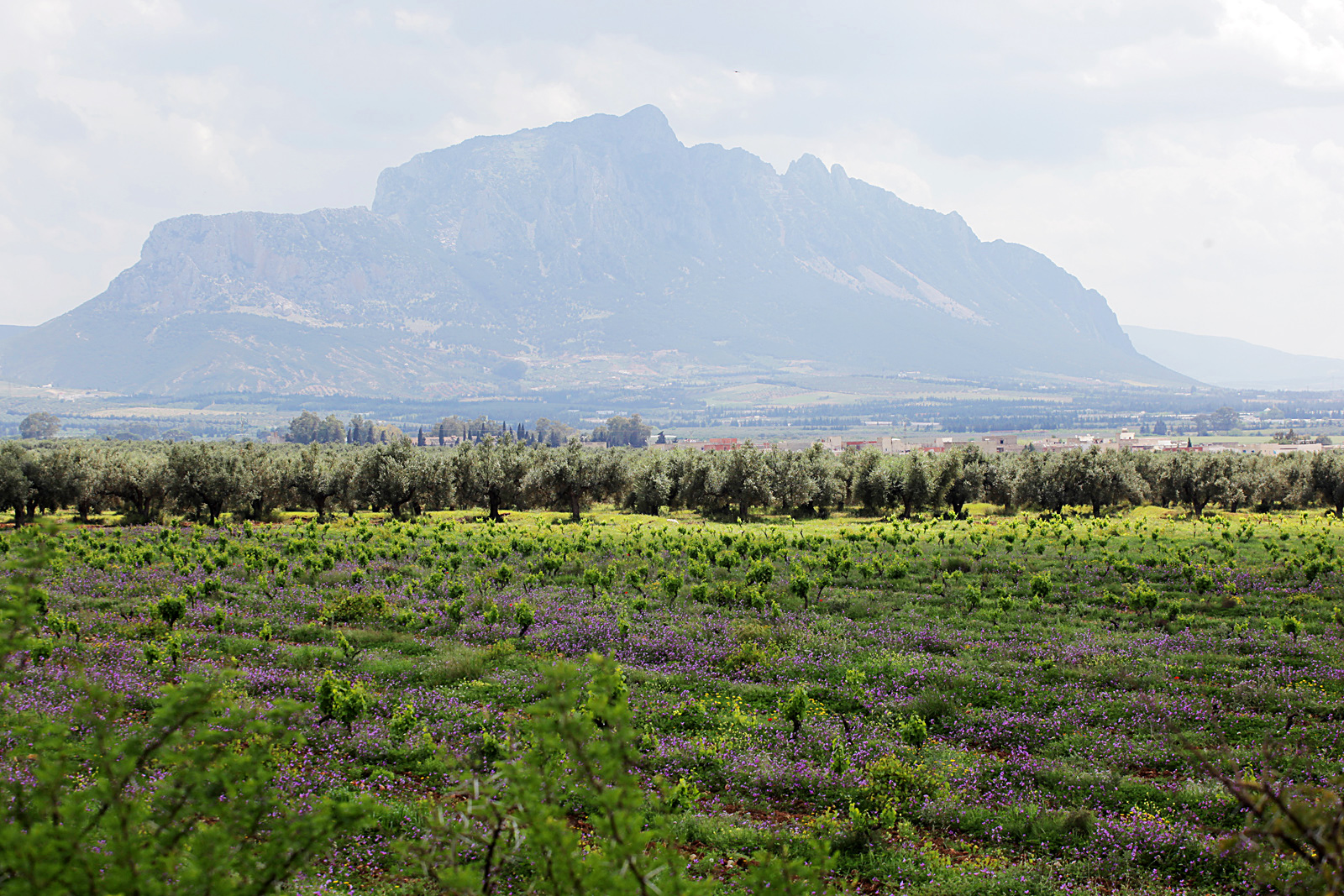
Silhouette du djebel dominant une plaine agricole

Au cours de la Seconde Guerre mondiale, la montagne est défendue par une unité d'artillerie allemande isolée, jusqu'à la fin du conflit en Afrique du Nord en mai 1943.
Contrastant avec les hostilités passées, une grande partie de la région est désormais dominée par l'agriculture, notamment les champs d'oliviers et les petits troupeaux de bétail domestique. La ville voisine de Mornag est devenue le pôle d'une région viticole florissante.
En arabe tunisien, le nom de djebel Ressas signifie littéralement « montagne de plomb », en référence au minerai qui y a été extrait, peut-être à partir de l'époque romaine jusqu'à la fin du XIXe siècle ou au début du XXe siècle.
Les pentes sud-est du djebel accueillent encore une carrière active dans l'extraction de roches et de gravier, matériaux utilisés pour produire du ciment et de la pierre pour répondre aux exigences du réseau routier en pleine expansion et de la construction d'infrastructures.

## Activités
Le djebel Ressas est devenu le cadre d'activités de plein air même si le site n'a pas été aménagé comme un objectif de loisirs, peut-être en raison de son statut de réserve naturelle.